# Valentin Jautard
Valentin Jautard, né à Bordeaux le 16 août 1736, décédé à Montréal le 8 juin 1787, est un avocat, rédacteur, journaliste, critique littéraire québécois d'origine française.

## Biographie
Fils de Jean et Rose Duffau, mariés le 18 mai 1734 à Bordeaux (paroisse Sainte-Eulalie) en France
On ne sait pas à quelle date il arrive en Amérique mais le 4 juin 1765, il achète une propriété dans l'Illinois. En 1768, il s'établit dans la province de Québec.
Après une première carrière dans le droit, il devient rédacteur pour La Gazette du commerce et littéraire de Montréal en prenant parti pour les indépendantistes lors de la Guerre d'indépendance américaine, qui aboutit à l’indépendance des États-Unis.
Il meurt à Montréal le 8 juin 1787.

## Chronologie
- 1736 - Le 16 août 1736 à 5h00, naissance de Valentin Jautard à Bordeaux (paroisse Sainte-Eulalie) en France.
- 1759 - Le 31 janvier, mariage à la Nouvelle-Orléans avec Madeleine Fourneau dit Lariche
- 1765 - Le 4 juin, il achète, de Jean-Baptiste Lagrange, les biens de la mission de la Sainte-Famille des Tamarois de Cahokia (East St Louis, Illinois).
- 1767 - Il arrive dans la province de Québec.
- 1768 - Le 31 décembre, il est nommé avocat.
- 1775 - Au début de novembre, il rédige et fait signer une adresse publique pour accueillir l'armée d'invasion du Congrès continental à Montréal.
- 1776 - En début d'année, le général de brigade David Wooster le nomme notaire.
- 1778 - Il devient rédacteur du journal La Gazette du commerce et littéraire pour la ville et district de Montréal imprimé par Fleury Mesplet.
- 1779 - Au printemps, il se fait interdire l'accès à la cour par les juges René-Ovide Hertel de Rouville et Edward Southouse à la suite d'une critique qu'il publie sur le travail de ces derniers dans le journal de Mesplet.
- 1779 - Le 2 juin, il se fait arrêter en même temps que Mesplet.
- 1782 - En septembre, il sort de prison.
- 1783 - Le 23 août, il passe un contrat de mariage à Montréal avec Thérèse Bouat alors âgée de 72 ans.
- 1785 - En août, il est le traducteur (du français vers l'anglais) du nouveau journal de Mesplet, La Gazette de Montréal/The Montreal Gazette.
- 1787 - Le 8 juin, il décède à Montréal à l'âge de 49 ans.

## Ouvrages
- Adresse des habitants des trois faubourgs de la ville de Montréal à Richard Montgomery, brigadier général des forces du continent (1775)
- La Gazette du commerce et littéraire de Montréal (3 juin - 19 août 1778) - rédacteur en chef, plusieurs articles sous le pseudonyme Un Spectateur tranquille
- La Gazette littéraire pour la ville et district de Montréal (2 septembre 1778 - 2 juin 1779) - rédacteur en chef, plusieurs articles sous le pseudonyme Un Spectateur tranquille

## Place commémorative
La place Valentin-Jautard est une place commémorative (un petit parc) à Montréal, avenue Mont-Royal est, pas loin de l'immeuble du Journal de Montréal.